# The Mystics
The Mystics sono stati una band doo-wop e rock and roll italoamericana nata a Brooklyn, New York nel 1958.
Il gruppo era originariamente conosciuto come The Overons, un quintetto che, quando firmò con la Laurie Records, era composto da Phil Cracolici (nato nel 1937, solista), Albee Cracolici (nato nel 1936, baritono), George Galfo (nato nel 1939, secondo tenore), Bob Ferrante (nato nel 1936, primo tenore) e Al Contrera (nato nel 1940, basso). Sotto la direzione del loro manager, Jim Gribble, gli Overons sono diventati The Mystics quando ogni membro del gruppo ha scritto un nome che gli piaceva su un foglietto di carta e ha messo i fogli in un cappello; La scelta di Contrera è stata azzeccata.
Nel marzo 2015, i cinque Mystic originali - Al Contrera, Albee Cracolici, Phil Cracolici, Bob Ferrante e George Galfo - sono stati inseriti nella Doo Wop Music Hall of Fame di Cerritos, in California.